# ФИФА
Междунаро́дная федера́ция футбо́ла (фр. Fédération internationale de football association, сокращённо FIFA, в русской транслитерации — ФИФА́) — главная футбольная организация, являющаяся крупнейшим международным руководящим органом в футболе, футзале и пляжном футболе. Штаб-квартира ФИФА находится в швейцарском городе Цюрихе.
Под эгидой ФИФА проходят все футбольные турниры всемирного масштаба, в числе которых чемпионат мира ФИФА, аналогичный турнир среди женщин, молодёжные, юношеские турниры и клубный чемпионат мира.

## История

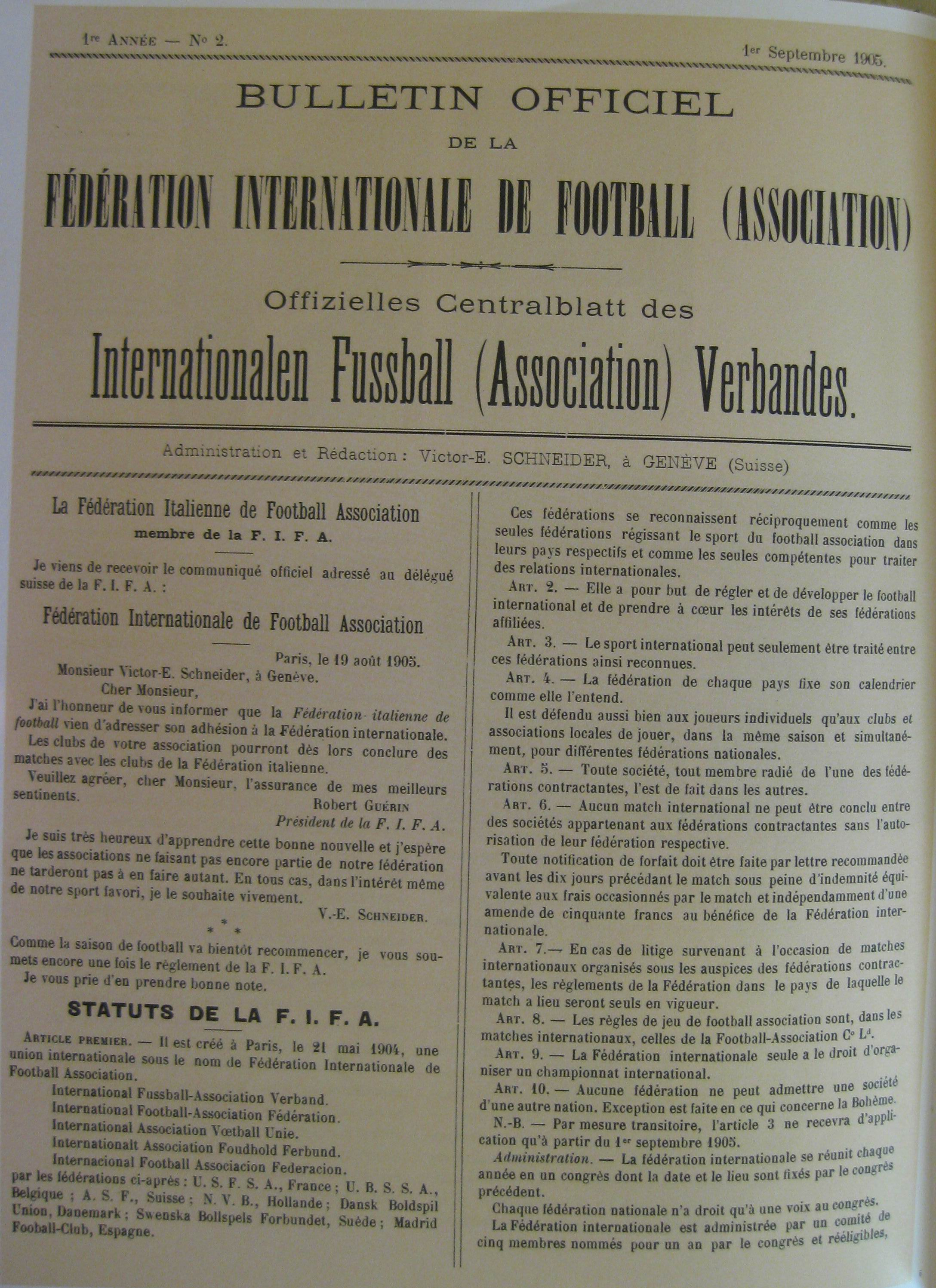
Устав ФИФА был впервые опубликован в Официальном бюллетене Федерации 1 сентября 1905 года

Необходимость в создании единой организации для управления всем мировым футболом стала очевидной в начале XX века с увеличением количества и популярности международных футбольных соревнований. Четыре футбольные ассоциации Великобритании скептически отнеслись к такой необходимости, в итоге ФИФА основали представители семи континентальных европейских стран (Франция, Бельгия, Дания, Испания, Нидерланды, Швейцария, Швеция). ФИФА была основана в Париже 21 мая 1904 года; именно место основания стало причиной того, что в общепринятых полном и сокращённом названиях используется французский язык. Первым президентом ФИФА стал француз Робер Герен.
Первые соревнования под эгидой ФИФА были проведены в 1906 году — впрочем, особого успеха в организации состязаний ФИФА сразу не достигла. Этот факт, в сочетании с рядом экономических факторов, привёл к замене Герена на посту президента Дэниелом Вулфоллом из Англии, которая к этому моменту уже была членом ассоциации. Следующее соревнование под эгидой ФИФА — футбольный турнир на Лондонских Олимпийских играх 1908 года — было более успешным, хотя и возникли некоторые проблемы, связанные с участием в Олимпийских играх профессиональных футболистов.
ФИФА перестала быть сугубо внутриевропейской организацией с принятием в её ряды Ассоциации футбола ЮАР в 1909, Ассоциации футбола Аргентины в 1912 и Федерации футбола США в 1913 году.
Во время Первой мировой войны ФИФА испытывала серьёзные трудности, так как многие игроки отправились на фронт, а возможность международных переездов для проведения турниров была серьёзно ограничена. После войны, со смертью Вулфолла, главой ФИФА стал голландец Карл Хиршман (он не являлся президентом, занимая пост секретаря ФИФА и Почётного казначея, фактически руководил исполнительным комитетом). ФИФА была спасена от полного краха, однако ценой этого был выход из организации всех британских федераций, не желавших участвовать в одних соревнованиях с недавними врагами. После Второй мировой войны ФИФА вступила в новую стадию своего развития. Были созданы футбольные конфедерации на всех континентах, под флаг ФИФА вернулась Великобритания, согласие на вступление дал СССР. Распространению футбола на планете в значительной степени способствовали и телевизионные трансляции. В настоящее время ФИФА превратилась в глобальное футбольное сообщество, насчитывающее в своём составе больше членов, чем ООН. Доходы организации существенно возросли благодаря либерализации телевизионного футбольного рынка, активной маркетинговой политике и сбыту разнообразной футбольной продукции и атрибутики.
В декабре 2022 года президент FIFA Джанни Инфантино заявил, что организация получит рекордную прибыль за четырёхлетний цикл с 2022 по 2026 годы. Согласно позиции президента федерации, на рост повлияют два фактора: увеличение числа команд с 32 до 48 и ёмкость североамериканского рынка. Рекорд прибыли был установлен в цикле 2018—2022 и составил 7 млрд долларов.

## Президенты

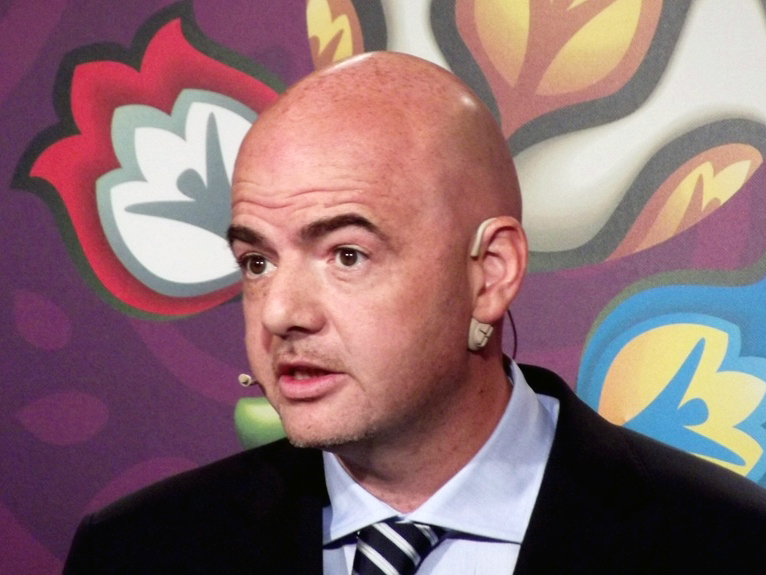
Действующий президент ФИФА Джанни Инфантино

|   | Имя                | Страна             | Срок      |
| - | ------------------ | ------------------ | --------- |
| 1 | Робер Герен        | Франция            | 1904—1906 |
| 2 | Дэниэл Вулфолл     | Великобритания     | 1906—1918 |
| 3 | Жюль Риме          | Франция            | 1921—1954 |
| 4 | Рудольф Селдрейерс | Бельгия            | 1954—1955 |
| 5 | Артур Дрюри        | Великобритания     | 1955—1961 |
| 6 | Стэнли Роуз        | Великобритания     | 1961—1974 |
| 7 | Жоао Авеланж       | Бразилия           | 1974—1998 |
| 8 | Зепп Блаттер       | Швейцария          | 1998—2015 |
| — | Исса Хаяту (и. о.) | Камерун            | 2015—2016 |
| 9 | Джанни Инфантино   | Швейцария / Италия | с 2016    |

## Чемпионат мира по футболу
Жюль Риме стал третьим президентом ФИФА в 1921 году. Под его руководством ФИФА успешно провела два олимпийских турнира, недостатком которых, правда, было отсутствие команд Англии и Шотландии. Успех этих состязаний и растущая популярность игры позволили ФИФА всерьёз рассмотреть вопрос о проведении чемпионата мира по футболу. Впервые вопрос о проведении чемпионатов был поднят в 1928 году, и уже в 1930 году был проведён первый чемпионат мира. Он состоялся в Уругвае и был выигран хозяевами турнира. Несмотря на то, что из-за экономического кризиса и необходимости длинного путешествия ведущие европейские сборные не участвовали в соревнованиях, турнир был признан успешным, и было решено проводить чемпионаты мира на регулярной основе.
За исключением перерыва, связанного со Второй мировой войной, чемпионат мира по футболу с 1930 года и до наших времён проводится каждые четыре года. Последний турнир состоялся в Катаре в 2022 году, победителем в нём стала сборная Аргентины. Чемпионат мира 2026 года состоится в США, Канаде и Мексике.

## Турниры
Помимо чемпионатов мира и футбольных турниров Олимпийских игр, ФИФА проводит мировые чемпионаты для 17-летних и молодёжные чемпионаты мира. С 1997 по 2017 год проводился турнир под названием Кубок конфедераций, за который каждые четыре года боролись победители региональных чемпионатов, а также чемпионы мира и организаторы турнира. В финалах Кубка конфедераций 2009 и 2013 годов выигрывала сборная Бразилии. За год до чемпионата мира этот турнир проводился на будущих аренах ЧМ и служил генеральной репетицией будущего футбольного форума.
По мере развития женского футбола ФИФА стала проводить женский чемпионат мира. Впервые такой турнир был проведён в 1991. Кроме того, с 2002 года проводится женский молодёжный ЧМ. Юниорский женский чемпионат мира начал свою историю с 2008 года.
Единственное крупное клубное соревнование — Клубный чемпионат мира по футболу. Он был задуман как расширение Межконтинентального кубка (соревнования между клубными чемпионами Европы и Южной Америки, носившим в разные годы разные названия) до турнира с участием клубных чемпионов всех континентов. Турнир, не вызвавший большого интереса в 2000 году, в дальнейшем был отменён, однако был восстановлен в изменённом виде в Японии в 2005 году.
ФИФА также руководит проведением турниров по нескольким игровым видам спорта, созданным на основе футбола — в частности, по пляжному футболу (см. чемпионат мира по пляжному футболу) и мини-футболу (чемпионат мира по мини-футболу).
Ниже представлена таблица межрегиональных турниров ФИФА:

### Существующие
| Соревнование                                      | Год  | Чемпионы       | Титулов | Второе место | Следующее соревнование |
| ------------------------------------------------- | ---- | -------------- | ------- | ------------ | ---------------------- |
| Чемпионат мира по футболу                         | 2022 | Аргентина      | 3       | Франция      | 2026                   |
| Чемпионат мира по футболу среди молодёжных команд | 2023 | Уругвай        | 1       | Италия       | 2025                   |
| Чемпионат мира по футболу среди юношеских команд  | 2023 | Германия       | 4       | Франция      | 2025                   |
| Чемпионат мира по мини-футболу                    | 2024 | Бразилия       | 6       | Аргентина    | 2028                   |
| Чемпионат мира по пляжному футболу                | 2024 | Бразилия       | 6       | Италия       | 2025                   |
| Кубок арабских наций по футболу                   | 2021 | Алжир          | 1       | Тунис        | 2025                   |
| Клубный чемпионат мира по футболу                 | 2023 | Манчестер Сити | 1       | Флуминенсе   | 2025                   |
| Молодёжный кубок ФИФА                             | 2024 | РБ Зальцбург   | 1       | Цюрих        | 2025                   |
| Турнир в Тулоне                                   | 2024 | Украина        | 1       | Кот-д’Ивуар  | 2025                   |
| Мемориал Гранаткина                               | 2019 | Аргентина      | 1       | Россия       | —                      |
| Чемпионат мира по футболу среди женщин            | 2023 | Испания        | 1       | Англия       | 2027                   |
| Чемпионат мира по футболу (девушки до 20 лет)     | 2024 | КНДР           | 3       | Япония       | 2026                   |
| Чемпионат мира по футболу (девушки до 17 лет)     | 2024 | КНДР           | 3       | Испания      | 2025                   |
| Южный женский кубок                               | 2024 | Франция        | 1       | Мексика      | 2025                   |
| Межконтинентальный кубок по футболу               | 2024 | Реал Мадрид    | 4       | Пачука       | 2025                   |
| Молодёжный кубок ФИФА (девушки)                   | 2024 | Арсенал        | 1       | Базель       | 2025                   |
| Чемпионат мира по мини-футболу среди женщин       | 2025 |                |         |              | —                      |
| Клубный чемпионат мира по футболу среди женщин    | 2026 |                |         |              | —                      |

### Упразднённые
| Соревнование                                                | Год  | Чемпионы                                   | Титулов | Второе место       |
| ----------------------------------------------------------- | ---- | ------------------------------------------ | ------- | ------------------ |
| Кубок обладателей Кубка Джей-лиги и Южноамериканского кубка | 2019 | Атлетико Паранаэнсе                        | 1       | Сёнан Бельмаре     |
| Кубок конфедераций                                          | 2017 | Германия                                   | 1       | Чили               |
| Кубок Меридиана                                             | 2005 | Франция                                    | 1       | Испания            |
| Афро-Азиатский Кубок Наций                                  | 2007 | Япония                                     | 2       | Египет             |
| Кубок вызова АФК/ОФК                                        | 2003 | Иран                                       | 1       | Новая Зеландия     |
| Афро-Азиатский клубный чемпионат                            | 1998 | Раджа                                      | 1       | Пхохан Стилерс     |
| Клубный кубок UNCAF                                         | 2007 | Мотагуа                                    | 1       | Депортиво Саприсса |
| Межамериканский кубок                                       | 1998 | Ди Си Юнайтед                              | 1       | Васко да Гама      |
| Суперкубок межконтинентальных чемпионов                     | 1970 | Фейеноорд                                  | 1       | Эстудиантес        |
| Международный женский клубный чемпионат                     | 2014 | Сан-Жозе Эспорте (женский футбольный клуб) | 1       | Арсенал            |

## Структура

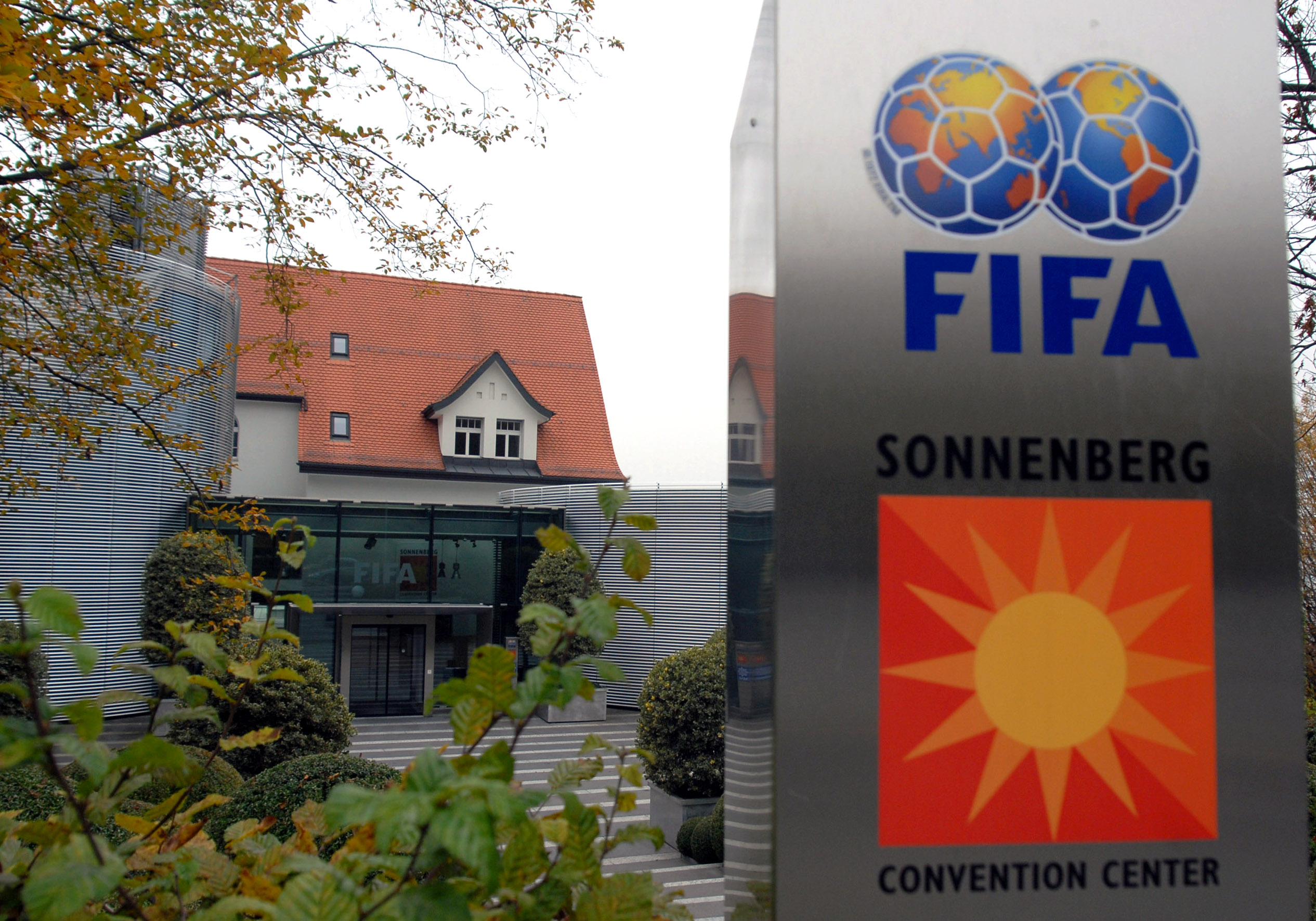
Штаб-квартира ФИФА в Цюрихе

Карта мира с разделением по конфедерациям.
УЕФА
АФК
КАФ
ОФК
КОНКАКАФ
КОНМЕБОЛ
NF-Board

ФИФА — международная футбольная федерация, созданная в соответствии с законами Швейцарии[уточнить]. Штаб-квартира организации находится в Цюрихе.
Высшим органом организации является Конгресс ФИФА, в который входит каждая футбольная федерация ассоциации. С момента основания союза в 1904 году проводилось всего 66 сессий конгрессов ФИФА, но сейчас как правило они проходят один раз в год, помимо этого, с 1998 года начата практика проведения внеочередных сессий Конгресса. Решение съездов тесно связаны с уставом, их применением и руководящими должностями ФИФА. Только конгресс может проводить изменения в устав ФИФА, также на сессиях утверждаются годовые отчёты, проходят решения о принятии новых национальных ассоциаций и проводятся выборы. На конгрессе проходят выборы президента ФИФА, её генерального секретаря и других представителей исполнительного комитета организации, на следующие несколько лет. Также выбираются места проведения будущих чемпионатов мира по футболу. Каждая национальная футбольная ассоциация имеет только один голос, независимо от своих размеров или футбольного влияния.
Президент и генеральный секретарь являются главными чиновниками ФИФА, отвечающие ежегодно за работу организации, которая осуществляется совместно генеральным секретарём со своими 280 участниками союза. Исполнительный комитет ФИФА, под представительством президента организации, является основным органом принятия решений, между конгрессами. По всему миру организационную структуру ФИФА также составляют из нескольких других органов союза, введённые исполнительным комитетом или созданные Конгрессом в качестве постоянных комитетов. Среди этих органов финансовый комитет, дисциплинарный комитет, Судейский комитет и так далее.
Кроме того, по всему миру учреждены президенты, исполнительный комитет, конгрессы и т. д. в шести конфедерациях ФИФА, призванные следить за игрой в разных континентах и регионах мира. Членство в континентальных конфедерациях, предусмотренных в уставах ФИФА, является необходимым условием для членства ФИФА.
Список региональных объединений выглядит следующим образом:
- АФК — Азиатская конфедерация футбола — Азия и Австралия[6].
- КАФ — Африканская конфедерация футбола — Африка.
- КОНМЕБОЛ — Южноамериканская футбольная конфедерация — Южная Америка.
- КОНКАКАФ — Конфедерация футбола Северной, Центральной Америки и стран Карибского бассейна — Северная Америка и Центральная Америка.
- ОФК — Конфедерация футбола Океании — Океания. (Кроме Австралии[6])
- УЕФА — Союз европейских футбольных ассоциаций — Европа.

Страны, имеющие территории и в Европе и в Азии, сами определяли, в какую конфедерацию им входить. Поэтому Азербайджан, Грузия, Россия, Турция и Казахстан (до 2001 года входивший в АФК) входят в УЕФА. Также сюда входят географически полностью азиатские страны: Кипр и Армения. Израиль с 1994 также стал членом УЕФА после многолетнего бойкота со стороны своих соседей по Ближнему Востоку. Последними странами, присоединившимися к УЕФА, стали Черногория (2007), Гибралтар (2013), Косово (2016).
Гайана и Суринам всегда были членами КОНКАКАФ несмотря на то, что географически эти страны расположены в Южной Америке.
Австралия получила разрешение стать членом АФК вместо ОФК с 2006 года. Австралийцы долго добивались перехода под эгиду азиатской конфедерации — дело в том, что австралийская сборная на порядок сильнее всех остальных сборных Океании. Из-за такой диспропорции Океании никогда не выделяли прямого места в финале чемпионата мира, и австралийцы раз за разом были вынуждены отстаивать право играть в финале в стыковых матчах со сборными с других континентов, и традиционно уступали в этих стыковых играх. Ирония судьбы в том, что Австралия сумела всё-таки выйти в финальную часть ЧМ-2006, победив в стыковых матчах по пенальти сборную Уругвая всего лишь через несколько месяцев после окончательного одобрения перехода в Азию всеми инстанциями.
В общей сложности, в ФИФА входит 211 национальных федераций (см. Все сборные по футболу). Из них 185 представляют государства-члены ООН, 4 (Англия, Северная Ирландия, Уэльс и Шотландия) представляют исторические территории Соединённого королевства Великобритании и Северной Ирландии, а ещё 22 (Американские Виргинские острова, Американское Самоа, Ангилья, Аруба, Бермуды, Британские Виргинские острова, Гибралтар, Гонконг, Гуам, Каймановы острова, Китайский Тайбэй, Косово, Кюрасао, Макао, Монтсеррат, Новая Каледония, Острова Кука, Палестина, Пуэрто-Рико, Таити, Теркс и Кайкос и Фарерские острова) представляют территории с различным статусом. Из числа членов ООН не представлены в ФИФА 8 государств — Великобритания, Кирибати, Маршалловы Острова, Монако, Науру, Палау, Тувалу, Федеративные Штаты Микронезии. Рейтинг сборных ФИФА обновляется каждый месяц и определяет места сборных в зависимости от их успехов в международных соревнованиях всех уровней, а также товарищеских матчах. Есть аналогичный рейтинг женских сборных ФИФА, обновляющийся ежеквартально.

## Экономика ФИФА
Первые двадцать семь лет ФИФА состояла из нескольких добровольцев, не имела собственной штаб-квартиры, и под её эгидой не проводились матчи. Национальные сборные платили членские взносы в размере 50 французских франков.
На чемпионате мира 1966 в Англии ФИФА впервые получила прибыль в размере 12 млн фунтов. В 1971 году, когда президентом ФИФА стал Жоао Авеланж, началась коммерциализация футбола, и к концу 90-х он превратился в многомиллиардную индустрию развлечений.
В среднем ФИФА зарабатывает 30 миллионов евро в год, что составляет лишь 10 % от общей прибыли организации. Оставшаяся сумма распределяется между федерациями, которые входят в неё. Федерация обладает безналоговым статусом. Одной из статей доходов ФИФА является сотрудничество с компанией по разработке компьютерных игр Electronic Arts по совместному производству серии игр FIFA.
От продажи телевизионных прав Европейскому вещательному союзу на трансляцию трёх мундиалей в 1990-е ФИФА заработала 310 миллионов долларов США.
По итогам отчёта ФИФА в период 2007—2010 годов организация заработала 631 миллион долларов США. Расходы составили — 3,558 млрд долларов, доходы — 4,189 млрд долларов. Резервный фонд составил 1,28 миллиарда долларов. В 2010 году доход ФИФА от рекламы удвоился, по сравнению с чемпионатом мира 2006 и составил 3,2 млрд долларов. Эта сумма больше, чем валовой внутренний продукт некоторых стран.
С 1982 года официальными спонсорами и коммерческими партнёрами ФИФА были 35 компаний, среди которых шесть топовых и восемь второстепенных спонсоров. На чемпионате мира доход от спонсоров составил 1,4 млрд долларов США. С 2015 года по 2018 год официальным партнёром был Газпром.
| Турнир  | Доход от ТВ (в долларах США) | Доход от спонсоров (в долларах США) | Общий доход (в долларах США) |
| ------- | ---------------------------- | ----------------------------------- | ---------------------------- |
| ЧМ 1998 | 120 млн.                     | 245 млн.                            | 365 млн.                     |
| ЧМ 2002 | 1,6 млрд.                    | 810 млн.                            | 2,5 млрд.                    |
| ЧМ 2006 | 1,7 млрд.                    | 785 млн.                            | 3,2 млрд.                    |
| ЧМ 2010 | 1,1 млрд.                    | 1,1 млрд.                           | 2.4 млрд.                    |
| ЧМ 2014 | 1,7 млрд.                    | 1,4 млрд.                           | 4 млрд.                      |

## Награды
ФИФА каждый год вручает награду Игрок года. Вручение награды происходит на ежегодной церемонии и служит знаком признания личных заслуг, а также успехов клуба и сборной команды.
В 2004 году ФИФА организовала «Матч века» между сборными Франции и Бразилии, лучшими сборными последнего десятилетия. Помимо этого, ФИФА уполномочила лучшего игрока всех времён Пеле создать список лучших игроков всех времён. Этот список, получивший название «FIFA 100», включал в себя 50 игроков, ещё не закончивших свою карьеру на момент опубликования (среди них была одна женщина), и 75 игроков прошлого (включая самого Пеле, но не включая ни одного умершего человека; среди этих 75 игроков также была одна женщина). Изначально планировалось, что список будет включать 100 игроков, но Пеле заявил, что выбрать всего 100 игроков он не в состоянии.

## Коррупционный скандал
В 2015 году разразился громкий коррупционный скандал, итогом которого стало возбуждение уголовных дел против 6 членов исполнительного комитета (ответственных за выбор стран проведения турнира). На 28 мая 2015 года — 4 из 6 членов признали свою вину, рассказав о том, что за 10 лет работы в организации получили более 10 млн евро.

### Выборы нового президента ФИФА
2 июня 2015 года президент ФИФА Йозеф Блаттер объявил о своей отставке. Выборы нового главы организации состоялись 26 февраля 2016 года 26 июня Блаттер заявил, что не собирался уходить в отставку.
12 ноября 2015 года был опубликован список из пяти кандидатов, допущенных до выборов главы организации:
- генеральный секретарь УЕФА Джанни Инфантино (Швейцария),
- принц Али бин аль-Хусейн (Иордания),
- бывший заместитель генерального секретаря ФИФА Жером Шампань (Франция),
- бывший министр из ЮАР Токио Сексвале,
- глава Азиатской конфедерации футбола шейх Салман бин Ибрагим Аль-Халифа (Бахрейн).

Заявка главы Футбольной ассоциации Либерии Мусы Билити была отклонена после изучения данных по «проверке благонадёжности» кандидатов.
Ещё одна заявка от президента УЕФА Мишеля Платини не была обработана ФИФА, так как в начале октября 2015 года комитет по этике ФИФА отстранил Платини (а также Зеппа Блаттера) от футбольной деятельности на 90 дней на фоне расследования со стороны швейцарских властей. Платини подал апелляцию на своё отстранение, но она пока не рассмотрена апелляционным комитетом ФИФА. Ожидалось, что Инфантино снимет свою кандидатуру в случае, если Платини всё же будет допущен до выборов, но в декабре Комитет ФИФА по этике всё же принял решение об отстранении на восемь лет от футбольной деятельности как француза, так и Блаттера[19].
В результате голосования на Конгрессе 26 февраля 2016 года первое место в обоих турах показал Инфантино, который и стал новым президентом ФИФА (5 июня 2019 года переизбран на второй срок[3]).